# E014
E014 eller Europaväg 014 är en 190 km lång europaväg som går mellan Usjaral och Dostyk i östra Kazakstan. Dostyk heter Druzjba på ryska vilket oftare skrivs på kartor. Dostyk ligger vid gränsen till Kina. Denna väg har inget samband med europavägen E14 (i Sverige och Norge) trots sina likheter i vägnumret.

## Sträckning
- Usjaral - Dostyk

Vägen är landsväg och heter A335 i det nationella nätet.

## Anslutningar till andra europavägar
- E40 vid Usjaral

## Historia
Europavägnumret infördes cirka år 2000 på sträckan från Usjaral till Dostyk. Dostyk skrevs då Druzjba i FN:s dokument, vilket senare ändrades till Dostyk.